# Jung Jin-hwa
Jung Jin-Hwa (정진화?; Ulsan, 25 maggio 1989) è un pentatleta sudcoreano.

## Biografia
Ha rappresentato la Corea del Sud ai Giochi olimpici estivi di Londra 2012, dove ha concluso all'undicesimo posto nell'individuale e di Rio de Janeiro 2016, dove si è piazzato al tredicesimo posto nella gara maschile.

## Palmarès
- Mondiali

Roma 2012: oro nella staffetta; bronzo nell'individuale; bronzo a squadre;
Berlino 2015: argento a squadre;
Il Cairo 2017: oro nell'individuale;